# Beauty on a Back Street
Beauty on a Back Street è il sesto album del duo Hall & Oates, pubblicato nel 1977.

## Tracce
1. Don't Change (Daryl Hall, John Oates) - 3:37
2. Why Do Lovers Break Each Other's Heart? (Sara Allen, Hall) - 3:16
3. You Must Be Good for Something (Hall, Oates) - 3:32
4. The Emptyness (Oates) - 3:35
5. Love Hurts (Love Heals) (Oates) - 3:11
6. Bigger Than Both of Us (Hall, Oates) - 4:31
7. Bad Habits and Infections (Hall) - 6:03
8. Winged Bull (Hall) - 4:39
9. The Girl Who Used to Be (Oates) - 4:10

## Formazione
- Daryl Hall - voce, cori, sintetizzatore, chitarra, mandolino
- John Oates - voce, cori, mandolino, sintetizzatore, chitarra, dulcimer, pianoforte
- Jeff Porcaro - batteria, batteria elettronica
- Scott Edwards - basso
- Christopher Bond - tastiera, cori, sintetizzatore, chitarra 6 corde, chitarra 12 corde
- Jim Hughart - basso
- Gary Coleman - percussioni
- Leland Sklar - basso
- Tom Scott - sassofono tenore
- Tommy Mottola - cori

Produzione
- Christopher Bond - produzione
- John Mills, Armin Steiner - registrazione e suono
- Linda Tyler - assistente suono
- Pat Martin - mastering